# Studia pierwszego stopnia
Studia pierwszego stopnia – forma kształcenia, na którą są przyjmowani kandydaci mający maturę, kończąca się uzyskaniem tytułu zawodowego licencjata (po studiach licencjackich) lub inżyniera (po studiach inżynierskich).

## Studia pierwszego stopnia w Polsce
Studia pierwszego stopnia kończą się w Polsce uzyskaniem tytułu zawodowego licencjata lub inżyniera. Absolwent studiów pierwszego stopnia, po obronie pracy dyplomowej, w świetle Polskiej Klasyfikacji Edukacji, zdobywa wykształcenie wyższe zawodowe. Nauka na studiach pierwszego stopnia wymaga uprzedniego ukończenia szkoły średniej oraz zdania matury i kończy się obroną pracy dyplomowej. 

### Studia licencjackie
Studia licencjackie trwają sześć semestrów (3 lata).
Jest to typ studiów powszechnie przyjęty w zachodnioeuropejskich systemach edukacyjnych. Tytuł licencjata jest odpowiednikiem angielskiego bachelor i francuskiego licence. Pozwala kontynuować naukę na studiach drugiego stopnia, w celu zdobycia tytułu magistra.

### Studia inżynierskie
Studia inżynierskie trwają siedem do ośmiu semestrów (3,5 roku – 4 lata). Ukończenie tych studiów pozwala kontynuować naukę na studiach drugiego stopnia dla inżynierów, w celu uzyskania tytułu magistra-inżyniera (mgr inż.). Tytuł inżyniera jest odpowiednikiem angielskiego engineer, francuskiego i niemieckiego Ingenieur i hiszpańskiego ingeniero.